# Antrefrig
Antrefrig este o companie producătoare de conserve din carne din România. În anul 2007, Antrefrig a fost cumpărată de compania cehă Hame de la un om de afaceri iranian Manucher Saadati Sohi, proprietarul hotelului Persepolis din nordul Bucureștiului. Ulterior, producția Antrefrig a fost mutată din București la Caracal.
Portofoliul Antrefrig conține conservele de carne și pateurile de ficat și vegetale, cunoscute sub brandurile Antrefrig și Poiana Antrefrigului.
Cifra de afaceri în 2006: 5,3 milioane Euro
Venit net în 2006: 0,4 milioane euro